# Bernadette Collins
Bernadette Collins (Maguiresbridge, 1986 ou 1987), também conhecida como Bernie Collins, é uma engenheira norte-irlandesa que atualmente é analista de estratégia de Fórmula 1 da Sky Sports e da F1 TV. Ela é ex-engenheira de estratégia da equipe de Fórmula 1 da Aston Martin.

## Carreira
Collins começou sua carreira como estagiária na McLaren depois de se formar na Universidade da Raina de Belfaste em 2009. Ela se inscreveu em um programa de estágio de pós-graduação na equipe de corrida de Fórmula 1 da McLaren depois de ser anunciada no departamento de engenharia mecânica da Universidade da Raina. Ela inicialmente estava cética quanto a garantir o estágio, mas aproveitou a oportunidade para visitar o Centro de Tecnologia McLaren. Então, depois de concluir uma série de avaliações e testes on-line, Collins garantiu uma vaga no programa em 2009. Sua posição exigia rotação de departamentos a cada três meses para obter conhecimento sobre cada função e requisitos entre equipes. Durante seu ano de graduação, Collins foi transferida para o departamento de projeto da McLaren e trabalhou principalmente nas transmissões de seus veículos. Ela também se ofereceu como engenheira nos fins de semana de corrida da GP3 Series para ampliar sua experiência.
Ela recebeu uma oferta para trabalhar meio período para a equipe de corrida de carros esportivos McLaren GT e assumiu apoio à operação de sua fábrica para gerenciar as emissões de efeito estufa, algo em que ela desejava trabalhar como engenheira de desempenho. Em junho daquele ano, Collins foi nomeada na lista Make it in Great Britain's 30 Under 30 do governo do Reino Unido e, consequentemente, se tornou embaixadora da campanha. Ela trabalhou como engenheira de corrida para a equipe United Autosports GT em 2013. Quando o principal engenheiro de desempenho da McLaren estava ausente em licença paternidade no final de 2013, ela foi designado temporariamente para o cargo nos Grandes Prêmios da Índia e de de Abu Dabi e mais tarde ela se tornou engenheira de desempenho e se tornou líder nessa função em tempo integral em 2014, trabalhando com o campeão mundial de Fórmula 1 de 2009, Jenson Button.
Em maio de 2015, Collins deixou a McLaren para ingressar na Force India como engenheira sênior de desempenho e estratégia do piloto Nico Hülkenberg, como parte de seu objetivo de se tornar engenheira de operações. Naquela temporada, ela ajudou a equipe a conquistar um pódio com Sergio Pérez no Grande Prêmio da Rússia e, posteriormente, levou a equipe ao quarto lugar no Campeonato de Construtores em 2016. Naquele ano, Collins foi destaque pela revista estadunidense Forbes em sua lista 30 Under 30 para Manufatura e Indústria na Europa.
Ela permaneceu trabalhando como chefe de estratégia de corrida na mesma equipe, que passou por mudanças de nome, para Racing Point, em 2019, e para Aston Martin em 2021. Em 31 de julho de 2022, a Aston Martin anunciou que Collins deixaria seu cargo como chefe de estratégia de competição após o Grande Prêmio da Hungria de 2022.
Em 2022, ela ingressou na F1 TV como analista e em 2023, na Sky Sports para sua cobertura de Fórmula 1, para analisar a estratégia de corrida em fins de semana de corrida selecionados.